# Leucania scotica
Leucania scotica är en fjärilsart som beskrevs av Edward Alfred Cockayne 1944. Leucania scotica ingår i släktet Leucania och familjen nattflyn. Inga underarter finns listade i Catalogue of Life.